# Альтона
Альтона (англ. Altona) — містечко в Канаді, у провінції Манітоба, у складі муніципалітету Райнленд.

## Населення
За даними перепису 2016 року, містечко нараховувало 4212 осіб, показавши зростання на 3,0%, порівняно з 2011-м роком. Середня густина населення становила 449,1 осіб/км².
З офіційних мов обидвома одночасно володіли 170 жителів, тільки англійською — 3 850, тільки французькою — 5, а 90 — жодною з них. Усього 1525 осіб вважали рідною мовою не одну з офіційних, з них 10 — українську.
Працездатне населення становило 64% усього населення, рівень безробіття — 4% (4,4% серед чоловіків та 2,9% серед жінок). 87,5% осіб були найманими працівниками, а 11,2% — самозайнятими.
Середній дохід на особу становив $38 872 (медіана $32 184), при цьому для чоловіків — $46 931, а для жінок $31 323 (медіани — $41 813 та $24 648 відповідно).
30,2% мешканців мали закінчену шкільну освіту, не мали закінченої шкільної освіти — 31,2%, 38,7% мали післяшкільну освіту, з яких 30,6% мали диплом бакалавра, або вищий, 10 осіб мали вчений ступінь.
| Статево-вікова структура населення | Статево-вікова структура населення | Статево-вікова структура населення | Статево-вікова структура населення | Статево-вікова структура населення |
| ---------------------------------- | ---------------------------------- | ---------------------------------- | ---------------------------------- | ---------------------------------- |
|                                    |                                    |                                    |                                    |                                    |
| Всього                             | Всього                             | 48,9%51,1%                         |                                    |                                    |
| 0 — 14 років                       | 0 — 14 років                       |                                    | 19,3%                              | 19,3%                              |
| 15 — 64 років                      | 15 — 64 років                      |                                    | 59,5%                              | 59,5%                              |
| 65 і більше                        | 65 і більше                        |                                    | 21,2%                              | 21,2%                              |
| 85 і більше                        | 85 і більше                        |                                    | 5,3%                               | 5,3%                               |
| Середній вік (років)               | Середній вік (років)               | 39,443,6                           | 41,6                               | 41,6                               |
| Медіана (років)                    | Медіана (років)                    | 38,442,7                           | 40,8                               | 40,8                               |
| — чоловіки — жінки                 |                                    |                                    |                                    |                                    |

| Походження мешканців:     | Походження мешканців:     | Походження мешканців: | Походження мешканців: | Походження мешканців: |
| ------------------------- | ------------------------- | --------------------- | --------------------- | --------------------- |
| Походження                |                           |                       | осіб                  | %                     |
| Корінні американці        | Корінні американці        |                       | 135                   | 3.4%                  |
| Інше північноамериканське | Інше північноамериканське |                       | 1 070                 | 26.92%                |
| Європейське               | Європейське               |                       | 3 210                 | 80.75%                |
| британське                | британське                |                       | 570                   | 14.34%                |
| французьке                | французьке                |                       | 175                   | 4.4%                  |
| українське                | українське                |                       | 405                   | 10.19%                |
| Латинськоамериканське     | Латинськоамериканське     |                       | 280                   | 7.04%                 |
| Африканське               | Африканське               |                       | 15                    | 0.38%                 |
| Азійське                  | Азійське                  |                       | 215                   | 5.41%                 |

| Зайнятість населення за галузями (за класифікацією NOC): | Зайнятість населення за галузями (за класифікацією NOC): | Зайнятість населення за галузями (за класифікацією NOC): | Зайнятість населення за галузями (за класифікацією NOC): | Зайнятість населення за галузями (за класифікацією NOC): |
| -------------------------------------------------------- | -------------------------------------------------------- | -------------------------------------------------------- | -------------------------------------------------------- | -------------------------------------------------------- |
|                                                          |                                                          |                                                          |                                                          |                                                          |
| Управління                                               | Управління                                               |                                                          | 9,8%                                                     | 9,8%                                                     |
| Бізнес, фінанси та адміністрування                       | Бізнес, фінанси та адміністрування                       |                                                          | 15,7%                                                    | 15,7%                                                    |
| Природничі та прикладні науки                            | Природничі та прикладні науки                            |                                                          | 3,5%                                                     | 3,5%                                                     |
| Охорона здоров'я                                         | Охорона здоров'я                                         |                                                          | 7,1%                                                     | 7,1%                                                     |
| Освіта, правозахист, муніципальні та урядові служби      | Освіта, правозахист, муніципальні та урядові служби      |                                                          | 13,1%                                                    | 13,1%                                                    |
| Мистецтво, культура, відпочинок та спорт                 | Мистецтво, культура, відпочинок та спорт                 |                                                          | 2%                                                       | 2%                                                       |
| Роздрібна торгівля та послуги                            | Роздрібна торгівля та послуги                            |                                                          | 18,2%                                                    | 18,2%                                                    |
| Гуртова торгівля, транспорт та обладнання                | Гуртова торгівля, транспорт та обладнання                |                                                          | 17,2%                                                    | 17,2%                                                    |
| Природні ресурси, сільське господарство                  | Природні ресурси, сільське господарство                  |                                                          | 3,8%                                                     | 3,8%                                                     |
| Виробництво                                              | Виробництво                                              |                                                          | 9,3%                                                     | 9,3%                                                     |

## Клімат
Середня річна температура становить 3,4°C, середня максимальна – 24,6°C, а середня мінімальна – -23,4°C. Середня річна кількість опадів – 555 мм.
| Клімат поселення                              | Клімат поселення | Клімат поселення | Клімат поселення | Клімат поселення | Клімат поселення | Клімат поселення | Клімат поселення | Клімат поселення | Клімат поселення | Клімат поселення | Клімат поселення | Клімат поселення | Клімат поселення |
| Показник                                      | Січ.             | Лют.             | Бер.             | Квіт.            | Трав.            | Черв.            | Лип.             | Серп.            | Вер.             | Жовт.            | Лист.            | Груд.            |                  |
| Середній максимум, °C                         | −10,23           | −6,4             | 1,10             | 10,90            | 19,16            | 24,35            | 24,62            | 23,70            | 18,03            | 10,60            | 0,20             | −8,6             |                  |
| Середня температура, °C                       | −16,8            | −12,97           | −5,46            | 4,31             | 12,60            | 17,80            | 20,06            | 19,11            | 13,46            | 6,06             | −4,37            | −13,2            |                  |
| Середній мінімум, °C                          | −23,37           | −19,52           | −12,03           | −2,2             | 6,02             | 11,20            | 15,48            | 14,56            | 8,89             | 1,49             | −8,91            | −17,8            |                  |
| Норма опадів, мм                              | 26               | 20               | 27               | 28               | 69               | 98               | 76               | 68               | 46               | 41               | 29               | 27               |                  |
| Середньомісячна швидкість вітру, м/с          | 4.50             | 4.40             | 4.60             | 4.70             | 4.70             | 4.10             | 3.60             | 3.70             | 4.20             | 4.60             | 4.60             | 4.52             |                  |
| Середньомісячна сонячна радіація, кДж/м²·день | 4421             | 7574             | 12379            | 17011            | 19841            | 20948            | 21732            | 18585            | 12976            | 7788             | 4391             | 3272             |                  |
| --------------------------------------------- | ---------------- | ---------------- | ---------------- | ---------------- | ---------------- | ---------------- | ---------------- | ---------------- | ---------------- | ---------------- | ---------------- | ---------------- | ---------------- |
| Джерело:                                      |                  |                  |                  |                  |                  |                  |                  |                  |                  |                  |                  |                  |                  |